# Карловицки договор
Карловицкият конгрес (1698 – 1699) е международен конгрес, свикан в селището Сремски Карловци (днес Сърбия) за сключване на мирен договор между държавите, влизащи в състава на „Свещената лига“ (Свещената Римска империя, Венеция, Жечпосполита, Русия) и претърпялата поражение във войните от 1683 – 1699 Османска империя. Правителствата на Англия и Холандия, заинтересовани в освобождаването на силите на Хабсбургската империя пред назряващата Война за испанското наследство, изпращат на конгреса свои официални посредници.

## Предшестващи събития
Карловицкият конгрес е предшестван от пораженията, нанесени на Османската империя във войната ѝ със страните от „Свещената лига“, сред които са разгрома на 120-хилядната турска армия при Виена от 1683 г., Азов през 1696 г., Зента през 1697 г. Османската империя е принудена да сключи мир също така поради тежкото вътрешнополитическо положение, в което се намира. Сериозните противоречия между членовете на „Свещената лига“, проявили се по време на Конгреса и на предварителните преговори във Виена, особено противодействието на съюзниците срещу засилването на позициите на Русия в басейна на Черно море, довеждат до това вместо общ договор да се сключат отделни мирни договори с Османската империя за срок от 25 години. Самата Русия сключва примирие.

## Резултати от Конгреса
По договора, подписан на 16 януари 1699 г., Жечпосполита получава последната останала под властта на султана част от Деснобрежна Украйна и Подолия с крепостта Каменец. Територията на Молдова, окупирана от войските на Жечпосполита, се връща на Османската империя. Най-големи изгоди получава Хабсбургската империя. По договора от 26 януари 1699 г. тя получава Централна Унгария, Трансилвания, областта между р. Тиса и р. Дунав, голяма част от Славония. Към Венеция по договора от 26 януари 1699 г. минават п-ов Морея, шест крепости в Далмация и ред острови от Гръцкия архипелаг, представлявали нейно владение и до началото на войната. Русия не успява да сключи мирен договор поради отказа на Османската империя да отстъпи овладените от руски войски територии – Азов и някои градчета по р. Днепър, а също п-ов Керч. На 24 януари между Русия и Османската империя се сключва примирие за срок от две години. Според принципа „uti possieletis“ („за всяка страна остава това, което е придобила“), крепостта Азов с прилежащите ѝ области остава за Русия. В развитие на условията на това примирие в Истанбул е сключен Константинополският мирен договор от 1700 г.

## Последствия от договореностите
Карловацкият конгрес юридически оформя новото разпределение на силите в Централна и Източна Европа и полага началото на разделянето на европейските владения на Османската империя. Позицията на западноевропейските държави на Карловацкия конгрес, както и неуспеха на Великото пратеничество, способстват за решителния завой във външната политика на Петър I към първостепенното удовлетворяване на териториалните амбиции на Русия в басейна на Балтийско море.